# Aeroportul Ahuas
Aeroportul Ahuas (IATA: AHS, ICAO: MHAH) este un aeroport din Gracias a Dios, Honduras ce deservește zona Ahuas⁠(d). A fost numit după zona deservită.
Situat la o altitudine de 30 m, aeroportul dispune de 1 pistă.

## Infrastructură

### Piste
Aeroportul dispune de o singură pistă. Pista are orientarea 08/26. 